# Stefan Pöll
Stefan Pöll, né le 28 juillet 1986 à Oberwart, est un coureur cycliste autrichien.

## Palmarès
- 2007
  - 3e du Tour de Hongrie
- 2008
  - 2e du championnat d'Autriche sur route espoirs

## Classements mondiaux
| Année           | 2007   | 2008 | 2009   | 2010 | 2011 | 2012 | 2013 | 2014 | 2015 | 2016 | 2017   | 2018   |
| --------------- | ------ | ---- | ------ | ---- | ---- | ---- | ---- | ---- | ---- | ---- | ------ | ------ |
| UCI Asia Tour   |        |      |        | 192e |      |      |      |      |      |      |        |        |
| UCI Europe Tour | 1 108e |      | 1 185e |      |      |      |      |      |      |      | 1 425e | 1 949e |